# 林寿发
林寿发（Shoufa Lin，1963年1月—），著名构造地质学家，加拿大滑铁卢大学地球科学系终身教授。

## 生平
研究领域涉及显微构造、大地构造、野外地质调研和地质理论模型的建立。研究区域包括加拿大阿帕拉契山（纽芬兰省和新斯科舍省），加拿大地盾以及中国。